# Castro de Rei (ort)
Castro de Rei är en ort i Spanien.   Den ligger i provinsen Provincia de Lugo och regionen Galicien, i den nordvästra delen av landet, 400 km nordväst om huvudstaden Madrid. Castro de Rei ligger 435 meter över havet och antalet invånare är 5 685.
Terrängen runt Castro de Rei är lite kuperad. Runt Castro de Rei är det glesbefolkat, med 16 invånare per kvadratkilometer. Närmaste större samhälle är Mos, 13,5 km väster om Castro de Rei. Omgivningarna runt Castro de Rei är en mosaik av jordbruksmark och naturlig växtlighet.